# Internement des Germano-Américains
L'internement des Germano-Américains est une politique de détention arbitraire aux États-Unis de ressortissants allemands ou d'origine allemande pendant la Première Guerre mondiale et la Seconde Guerre mondiale.
Contrairement aux Américains d'origine japonaise ou italienne qui ont été internés pendant la Seconde Guerre mondiale (en),, ces détenus n'ont jamais reçu d'excuses ou de compensation. La déportation et l'internement des Germano-Américains a conduit à une forte diminution de l'identité ethnique germano-américaine et une diminution de l'utilisation de la langue allemande aux États-Unis (en) à la suite de la Seconde Guerre mondiale, jusque-là importante.

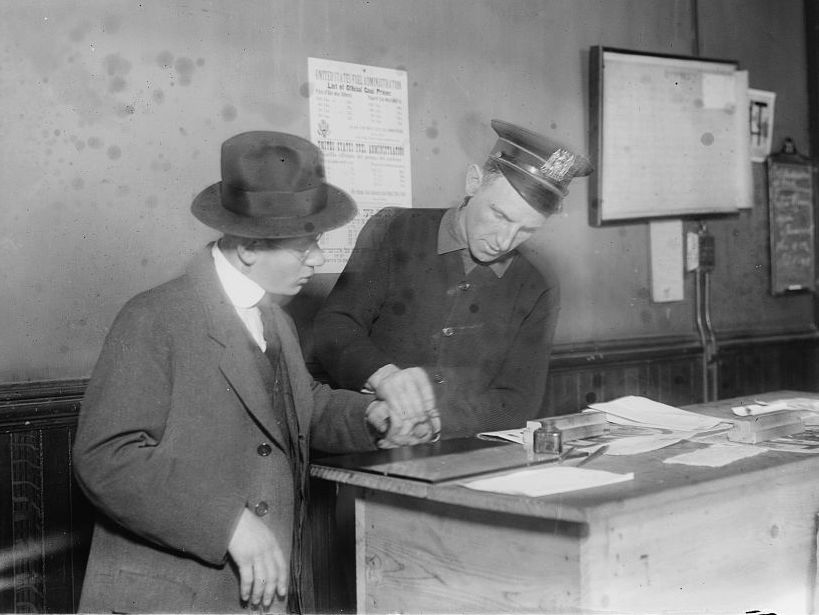
La police de New York enregistre les empreintes digitales d'un citoyen allemand en 1917.

En 1940, le recensement américain fait apparaitre environ 1 237 000 personnes d'origine allemande, 5 millions de personnes dont les deux parents sont nés en Allemagne et 6 millions de personnes dont l'un des deux parents est né en Allemagne.

## Seconde Guerre mondiale
Au début de la Seconde Guerre mondiale, en vertu des Lois sur les étrangers et la sédition (Alien and Sedition Acts), le gouvernement américain arrête, déporte et interne comme « étrangers ennemis » plus de 11 000 ressortissants allemands et un nombre réduit de citoyens américains d'origine allemande, naturalisés ou nés au pays.
Les citoyens germano-américains doivent se rapporter au FBI pour faire vérifier leurs antécédents. Le reste de la population est invité à dénoncer toute activité suspecte de la part de citoyens américains originaires de pays belligérants.
Un total de 11 507 personnes d'ascendance allemande sont internées pendant la guerre. Ils représentent 36 % du total des internements placés sous contrôle du Ministère de la Justice des États-Unis.
En 2005, un groupe de militants se constitue en association, pour enquêter sur les violations des droits civils commises par le gouvernement contre ses citoyens d'origine allemande pendant la Seconde Guerre mondiale.